# Marie-Anne Paulze Lavoisier
Marie-Anne Pierrette Paulze (Montbrison, 20 gennaio 1758 – Parigi, 10 febbraio 1836) è stata una chimica e nobildonna francese.
Moglie del chimico e nobile Antoine Lavoisier, fungeva da compagna di laboratorio e contribuiva al suo lavoro. Svolse un ruolo fondamentale nella traduzione di numerosi lavori scientifici e fu fondamentale per la standardizzazione del metodo scientifico.

## Biografia
Marie-Anne era l'ultimogenita di Jacques Paulze, un uomo brillante che aveva iniziato la sua carriera come avvocato al parlamento per poi diventare fermier général. La maggior parte delle entrate della famiglia proveniva dalla gestione della Ferme Générale, un consorzio privato di esattori delle tasse che pagavano alla monarchia francese il privilegio di riscuotere determinate tasse. Sua madre Claudine Thoynet Paulze morì nel 1761. Dopo la morte di sua madre Paulze fu mandata in un convento dove ricevette la sua educazione formale.
All'età di tredici anni ricevette una proposta di matrimonio dal cinquantenne conte d'Amerval. Jacques Paulze cercò di opporsi, ma ricevette minacce di licenziamento dalla Ferme Générale. Per contrastare indirettamente il matrimonio, Jacques Paulze fece un'offerta a uno dei suoi colleghi per chiedere invece la mano di sua figlia. Questo collega era Antoine Lavoisier, un nobile e scienziato francese. Lavoisier accettò la proposta e lui e Marie-Anne si sposarono il 16 dicembre 1771. Lavoisier aveva circa 28 anni, mentre Marie-Anne circa 13.
Lavoisier continuò a lavorare per la Ferme-Générale ma nel 1775 fu nominato amministratore della polvere da sparo, portando la coppia a stabilirsi all'Arsenale di Parigi. Qui sbocciò l'interesse di Lavoisier per la chimica dopo aver precedentemente studiato al laboratorio chimico di Guillaume François Rouelle e, con la sicurezza finanziaria fornita dalla sua famiglia, fu in grado di costruire un laboratorio di chimica all'avanguardia. Presto Marie-Anne si interessò alla sua ricerca scientifica e iniziò a partecipare attivamente al lavoro di laboratorio di suo marito.
Man mano che cresceva il suo interesse, ricevette una formazione formale sul campo da Jean Baptiste Michel Bucquet e Philippe Gingembre, che all'epoca erano entrambi colleghi di Lavoisier. I Lavoisier trascorrevano la maggior parte del loro tempo insieme in laboratorio, lavorando in gruppo e conducendo ricerche su molti fronti. Madame Lavoisier tradusse documenti di chimica dall'inglese al francese. In verità la maggior parte degli sforzi di ricerca svolti in laboratorio era in realtà uno sforzo congiunto tra lei e suo marito, con Marie-Anne che svolgeva principalmente il ruolo di assistente di laboratorio.

### Rivoluzione francese
Nel 1794 Lavoisier, a causa della sua posizione di rilievo nella Ferme-Générale, fu marchiato traditore durante il regime del terrore dai rivoluzionari francesi. Il padre di Marie-Anne, un altro eminente membro della Ferme-Générale, fu arrestato per motivi simili. Il 28 novembre 1793 Lavoisier si arrese ai rivoluzionari e fu imprigionato a Port-Libre. Durante la sua prigionia, Marie-Anne visitò regolarmente Lavoisier e si batté per la sua liberazione. Presentò il suo caso davanti ad Antoine Dupin, accusatore di Lavoisier ed ex membro della Ferme-Générale. Raccontò delle conquiste di suo marito come scienziato e della sua importanza per la nazione. Nonostante i suoi sforzi, Lavoisier fu processato, condannato per tradimento e giustiziato l'8 maggio 1794 a Parigi, all'età di 50 anni. Anche Jacques Paulze fu giustiziato lo stesso giorno.
Dopo la sua morte Marie-Anne si amareggiò per quello che era successo a suo marito. Si ritrovò in bancarotta in seguito alla confisca del nuovo governo del suo denaro e delle sue proprietà (in seguito restituitele). Inoltre il nuovo governo sequestrò tutti gli appunti e le attrezzature di laboratorio di Lavoisier. Nonostante questi ostacoli Marie-Anne organizzò la pubblicazione delle memorie finali di Lavoisier, Mémoires de Chimie, una raccolta delle sue carte e di quelle dei suoi colleghi che dimostravano i principi della nuova chimica. Il primo volume conteneva lavori sul calore e sulla formazione di liquidi, mentre il secondo trattava le idee di combustione, aria, calcinazione dei metalli, azione degli acidi e composizione dell'acqua. Nella prefazione della copia originale, Paulze accusò duramente i rivoluzionari e i contemporanei di Lavoisier di essere responsabili della sua morte. Nonostante questa prefazione non fosse inclusa nella pubblicazione finale, i suoi sforzi assicurarono l'eredità di suo marito nel campo della chimica.

### Ultimi anni

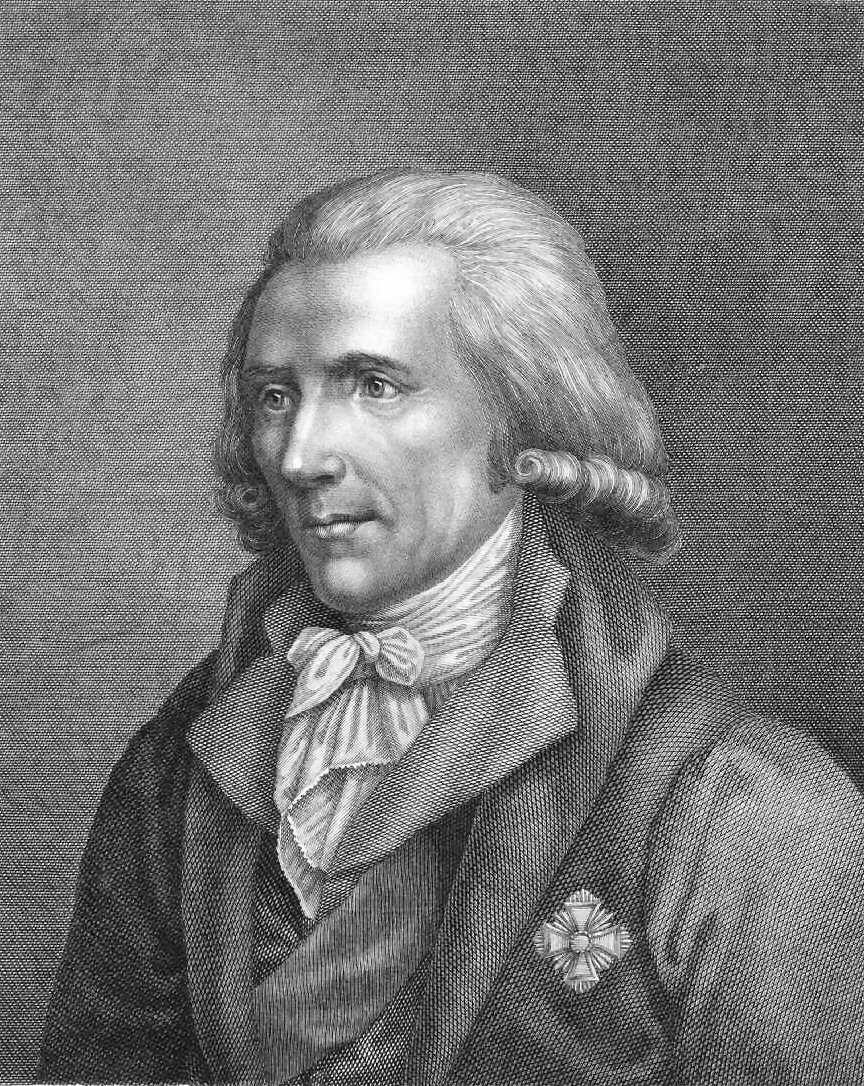
Benjamin Thompson

Marie-Anne Paulze si risposò il 22 ottobre 1805  con il fisico Benjamin Thompson, conte di Rumford (dopo aver convissuto dall'autunno 1804). Insistette per tutta la vita di conservare il cognome del suo primo marito, dimostrandogli eterna devozione. Morì improvvisamente nella sua casa di Parigi il 10 febbraio 1836, all'età di 78 anni. È sepolta nel cimitero di Père-Lachaise a Parigi.

## Contributi alla chimica

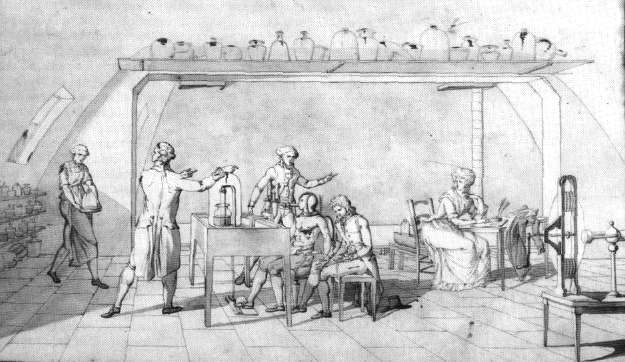
Madame Lavoisier mentre assiste suo marito nella sua ricerca scientifica sulla respirazione umana; è visibile al tavolo all'estrema destra.

Paulze accompagnava Lavoisier nel suo laboratorio, inserendo appunti nei suoi quaderni e disegnando diagrammi dei suoi progetti sperimentali. Gli insegnamenti ricevuti dal pittore Jacques-Louis David le permisero di disegnare con precisione apparecchi sperimentali, il che alla fine aiutò molti contemporanei di Lavoisier a capire i suoi metodi e risultati. Inoltre fu redattrice dei suoi rapporti. I Lavoisier ricostruirono il campo della chimica, che aveva le sue radici nell'alchimia e all'epoca era una scienza contorta dominata dalla teoria del flogisto di George Stahl.
Nel XVIII secolo l'idea del flogisto era utilizzata per descrivere i cambiamenti apparenti delle proprietà che le sostanze mostravano in fase di combustione. Paulze, essendo un'insegnante di inglese, latino e francese, fu in grado di tradurre diverse opere sul flogisto. Si ritiene che la sua traduzione più importante sia stata quella del Saggio sul flogisto e della costituzione degli acidi di Richard Kirwan, in cui sottolinea gli errori nella chimica trattata in tutto il documento. Nonostante i suoi contributi, non fu accreditata come traduttrice nell'opera originale ma nelle edizioni successive. Tradusse opere di Joseph Priestley, Henry Cavendish e di altri per uso personale di Lavoisier, il quale riuscì a tenere il passo con gli sviluppi della chimica dell'epoca. Nel caso del flogisto, fu proprio la traduzione di Paulze a convincerlo che la teoria non fosse corretta, conducendolo ai suoi studi sulla combustione e alla sua scoperta dell'ossigeno gassoso.
Paulze fu anche determinante nella pubblicazione del 1789 del Trattato elementare di chimica di Lavoisier, rivelatosi fondamentale nella progressione della chimica, in quanto presentava l'idea di conservazione della massa, nonché un elenco di elementi e un nuovo sistema per la nomenclatura chimica. Paulze incluse tredici disegni che mostravano tutte le strumentazioni e le attrezzature di laboratorio utilizzate dai Lavoisier nei loro esperimenti e conservò registri rigorosi delle procedure seguite, dando validità ai risultati pubblicati da suo marito.
Prima della sua morte Paulze riuscì a recuperare quasi tutti i quaderni e gli apparecchi chimici di Lavoisier, molti dei quali sopravvissero in una collezione della Cornell University, tra la più grandi del suo genere al di fuori di Parigi. Nell'anno della sua morte fu pubblicato un libro che mostra come Marie-Anne avesse una ricca biblioteca teologica, tra cui diverse versioni della Bibbia, le Confessioni di Sant'Agostino, Discours sur la Bible di Jacques Saurin, Essais de Morale di Pierre Nicole, Le provinciali di Blaise Pascal, Sermoni di Louis Bourdaloue, De Imitatione Christi di Tommaso da Kempis  e molti altri.